# Стюарт (приток на Нечако)
Вижте пояснителната страница за други значения на Стюарт.
Стюарт (на английски: Stuart River) е река в Канада, провинция Британска Колумбия, ляв приток на река Нечако от басейна на Фрейзър. Дължината ѝ от 415 км, заедно с река Дрифтвуд, езерото Такла, река Мидъл Ривър, езерото Тремблър, река Тачи и езерото Стюарт ѝ отрежда 87-о място сред реките на Канада. Дължината само на река Стюарт е 110 км.
Реката изтича от югоизточния ъгъл на езерото Стюарт при селището Форт Сейнт Джеймс, тече в югоизточна посока и след 110 км се влива отляво в река Нечако от басейна на Фрейзър, на 30 км източно от град Вандерхоф. Истинският извор на река Стюарт е река Дрифтвуд (Driftwood), водеща началото си от планината Скина, на 56°09′03″ с. ш. 126°32′06″ з. д. / 56.150833° с. ш. 126.535° з. д., на 1683 в н.в., която тече на югоизток и се влива от север в езерото Такла. От него също в югоизточна посока изтича река Мидъл Ривър, която от своя страна се влива в езерото Тремблър. От него изтича късата река Тачи, вливаща се в северната част на езерото Стюарт, от което в крайна сметка изтича същинската река Стюарт. С цялата система от реки и езера дължината на река Стюарт става 415 км.
Площта на водосборния басейн на Стюарт е 16 200 km2, което съставлява 34,4% от целия водосборен басейн на река Нечако. Основен приток е река Натовит, вливаща се отдясно в езерото Такла.
Пълноводието на Стюарт е през пролетно-летния сезон (май-септември), а маловодието – през зимата (януари-февруари).
По почти цялото протежение на Стюарт и съставящите я реки и езера е прокарана жп линия от град Принс Джордж далеч на северозапад до град Дийзи Лейк, разположен на 58°26′17″ с. ш. 129°59′59″ з. д. / 58.438056° с. ш. 129.999722° з. д..
Река Стюарт и езерата и реките нагоре по течението ѝ са открити и първоначално картирани от експедицията ръководена от Саймън Фрейзър, служител на „Северозападната компания“, търгуваща с ценни животински кожи. Реката и езерото, от което изтича Фрейзър кръщава в чест на своя пръв помощник и приятел Джон Стюарт.